# Michael Großheim
Michael Großheim (* 11. April 1962 in Todenbüttel) ist ein deutscher Philosoph und Hochschullehrer an der Universität Rostock.

## Leben
Großheim studierte von 1981 bis 1993 Philosophie, Geschichte und deutsche Literaturgeschichte insbesondere bei Hermann Schmitz an der Christian-Albrechts-Universität zu Kiel. Die von Schmitz betreute Promotion erfolgte 1993, die Habilitation 2000. Von 2001 bis 2002 vertrat Großheim eine Professur für Philosophie an der Albert-Ludwigs-Universität Freiburg, von 2002 bis 2006 eine Professur für Philosophie an der Universität Rostock. Zum 1. Februar 2006 wurde er erster Inhaber der Hermann-Schmitz-Stiftungsprofessur für phänomenologische Philosophie an der Universität Rostock, wo er auch 2008 bis 2012 als Prodekan für Forschung in der Philosophischen Fakultät tätig war. Er war zudem zeitweise Vertrauensdozent der Friedrich-Ebert-Stiftung. Seit 2015 ist er Mitglied im Wissenschaftlichen Beirat des Philosophischen Jahrbuchs.

## Position
Großheim vertritt eine an der Phänomenologie seines Lehrers Schmitz und an der Lebensphilosophie orientierte Position. Seine Arbeiten über Ludwig Klages bemühen sich um eine neue Sichtweise auf dessen Stellung in der Philosophiegeschichte. Er ist Präsident der Gesellschaft für Neue Phänomenologie.

## Werke

### Monografien
- Von Georg Simmel zu Martin Heidegger. Philosophie zwischen Leben und Existenz. Bouvier, Bonn 1991, ISBN 3-416-02319-6.
- Ludwig Klages und die Phänomenologie. Akademie-Verlag, Berlin 1994, ISBN 3-05-002496-8.
- Ökologie oder Technokratie? Der Konservatismus in der Moderne. Duncker & Humblot, Berlin 1995, ISBN 3-428-08399-7.
- Politischer Existentialismus. Subjektivität zwischen Entfremdung und Engagement. Mohr Siebeck, Tübingen 2002, ISBN 3-16-147902-5.
- Zeithorizont. Zwischen Gegenwartsversessenheit und langfristiger Orientierung. Alber, Freiburg im Breisgau 2012, ISBN 3-495-48538-4.

### Herausgeberschaften
- zusammen mit Karlheinz Weißmann und Rainer Zitelmann: Westbindung. Chancen und Risiken für Deutschland. Propyläen, Berlin 1993, ISBN 3-549-05225-1.
- Wege zu einer volleren Realität. Neue Phänomenologie in der Diskussion. Bouvier, Bonn 1993, ISBN 3-416-02454-0.
- Leib und Gefühl. Beiträge zur Anthropologie. Akademie-Verlag, Berlin 1995, ISBN 3-05-002715-0.
- Perspektiven der Lebensphilosophie. Zum 125. Geburtstag von Ludwig Klages. Bouvier, Bonn 1999, ISBN 3-416-02852-X.
- Neue Phänomenologie zwischen Praxis und Theorie. Alber, Freiburg im Breisgau 2008, ISBN 3-495-48309-8.
- zusammen mit Hans-Joachim Waschkies: Rehabilitierung des Subjektiven. Festschrift für Hermann Schmitz. Akademie-Verlag, Berlin 2008, ISBN 3-495-48309-8.
- zusammen mit Stefan Volke: Gefühl, Geste, Gesicht. Zur Phänomenologie des Ausdrucks, Alber, Freiburg im Breisgau 2010, ISBN 978-3-495-48412-8.
- zusammen mit Steffen Kluck: Phänomenologie und Kulturkritik. Über die Grenzen der Quantifizierung, Alber, Freiburg im Breisgau 2010. ISBN 978-3-495-48427-2.
- zusammen mit Hans Jörg Hennecke: Staat und Ordnung im konservativen Denken. Nomos, Baden-Baden 2013, ISBN 978-3-832-97881-5.
- zusammen mit Anja Kathrin Hild, Corinna Lagemann und Nina Trcka: Leib, Ort, Gefühl. Perspektiven der räumlichen Erfahrung. Alber, Freiburg/München 2015, ISBN 3-495-48643-7.